# ODON
La division indépendante à but opérationnel ou ODON, anciennement appelée OMSDON (alias division Dzerjinski), est une division de sécurité intérieure à déploiement rapide des troupes intérieures du ministère de l'Intérieur de l'URSS puis de la fédération de Russie, faisant actuellement partie du commandement des forces de la Garde nationale de la fédération de Russie. L'ODON (russe : ОДОН) est un initialisme pour Отдельная дивизия оперативного назначения (Otdel'naya diviziya operativnogo naznacheniya).

## URSS
L'unité historique de l'ODON est le 1er détachement de combat automobile du Comité exécutif central panrusse (en) (VTsIK) (en russe : 1-й автобоевой отряд) créée en février 1918. Le détachement avait pour mission de surveiller les membres du VTsIK et du Sovnarkom et de leur fournir des voitures de tourisme. Après le transfert du gouvernement à Moscou en mars 1918, il fut affecté à la garde du Kremlin, avec les fusiliers rouges lettons et plus tard les « cadets du Kremlin (en) » (russe : Кремлёвские курсанты). Le détachement fut rebaptisé 1er détachement de voitures blindées nommé d'après Y. M. Sverdlov en 1919 et fut transféré au VChK en 1921. Au plus fort de ses effectifs, le détachement compte plus de 400 hommes[réf. nécessaire].

## Fédération de Russie
En 1994, l'OMSDON est rebaptisée Division indépendante à vocation opérationnelle ou ODON. L'unité est à nouveau nommée d'après Félix Dzerjinski le 22 octobre 2014. Comme toujours, ils constituent la première ligne de sécurité lors des événements importants qui se déroulent en Russie et représentent les troupes intérieures lors du défilé annuel de la Victoire à Moscou et du défilé du 7 novembre à Moscou.